# توبياس جونسون
توبياس جونسون (بالإنجليزية: Oli Johnson)‏ (6 نوفمبر 1987 ويكفيلد المملكة المتحدة - ) هو لاعب كرة قدم بريطاني يلعب كمهاجم.

## وصلات خارجية
توبياس جونسون على موقع قاعدة بيانات كرة القدم.إي يو (الإنجليزية)
- توبياس جونسون على موقع Soccerbase.com (لاعب) (الإنجليزية)
- توبياس جونسون على موقع Soccerway.com (الإنجليزية)